# 斯里曼加爾烏帕齊拉
斯里曼加爾乌帕齐拉是孟加拉国吉大港縣的一个乌帕齐拉，位於錫爾赫特专区的毛爾維巴扎爾縣。

## 人口
據1991年孟加拉國人口普查，斯里曼加爾共有戶數43,952戶，人口230889人。其中男性佔比51.76%，女性佔比48.24%；成年人口124,778人。該地7歲以上人口之平均識字率為29.8%。